# Сабіна (область)
Сабіна — історичний і географічний регіон в центрі Італії, розташований між Умбрією, Лаціо і Абруццо. Його найважливіші міста розташовуються в сучасному Рієті.
Історично Сабіна — це земля, населена сабінами, народом італійської групи (італіки), мова яких споріднена з оськською і умбрською мовами, а також — з латинською мовою.